# Szörény
Szörény là một thị trấn thuộc hạt Baranya, Hungary. Thị trấn này có diện tích 4,41 km², dân số năm 2010 là 67 người, mật độ 15 người/km².